# Jack Diéval
Jack Diéval est un pianiste de jazz, compositeur et animateur de radio et de télévision français, né le 21 décembre 1920 à Douai, mort le 31 octobre 2012 dans le 15e arrondissement de Paris. Il est surnommé « le Debussy du jazz » .

## Biographie
Il collabore avec des musiciens comme le saxophoniste Guy Lafitte et des paroliers comme Boris Vian, qui lui écrit deux textes en 1945 : Ce n’est que l’ombre d’un nuage et J’ai donné rendez-vous au vent.
En 1949, il devient l’accompagnateur d’Henri Salvador.  
De 1954 à 1972, il anime l'émission de radio Jazz aux Champs-Élysées (JACE), rebaptisée en 1964 Musique aux Champs-Élysées. Durant cette période, il produit et anime également des émissions de télévision comme Paris Carrefour du Monde ou Club du piano.
En 1960, il compose la musique de la chanson Parlez-moi de lui (paroles de Michel Rivgauche), interprétée notamment par Dalida et par Cher (en anglais sous le titre The Way of Love).
En juin 1981 il revient dans sa ville natale de Douai à l'occasion du tournage d'un documentaire.
En 1982, il est élu au Conseil d'administration de la SACEM, fonction qu’il occupe ensuite régulièrement (1985, 1988, 1993, 1996 et 1997).
En 2001, il obtient le Grand Prix du jazz de la Sacem.

## Discographie partielle
- 1956: Fou de rock'n'roll avec le Septuor Jack Diéval, Polydor - Prix Disque-Jockey Association
- 1959: Ambiance Pour 2 Pianos avec Art Simmons, Disques Pathé réf. SPAM-67
- 1976 : Jack Diéval's Music - Sur les Link's, Philips réf. 6444 570